# 23382 Epistrophos
23382 Epistrophos è un asteroide troiano di Giove del campo greco. Scoperto nel 1973, presenta un'orbita caratterizzata da un semiasse maggiore pari a 5,2191581 UA e da un'eccentricità di 0,1043230, inclinata di 15,03589° rispetto all'eclittica.
L'asteroide è dedicato a Epistrofo, comandante delle truppe focesi.